# San Salvatorkerk (Groningen)
De San Salvatorkerk is de enig overgebleven katholieke kerk in het zuiden van de stad Groningen. Het kerkgebouw, gebouwd in twee fases tussen 1951 en 1962, is ontworpen door de Nijmeegse architect Cornelis Pouderoyen. Oorspronkelijk voorzag het ontwerp ook in een toren, maar die is wegens geldgebrek nimmer gerealiseerd. De kerk staat op de hoek van de Hora Siccamasingel en de Van Iddekingeweg op de grens van de wijken Helpman en de Wijert. Het gebouw is een gemeentelijk monument en is sinds 2017 in gebruik bij de toen gevormde Hildegardparochie.

## Parochie
Voor de Tweede Wereldoorlog hoorde het zuiden van de stad, dat toen alleen nog maar het voormalige dorp Helpman omvatte, bij de Jozefparochie, met de huidige kathedraal als parochiekerk. Tijdens de oorlog kwam het openbaar vervoer grotendeels stil te liggen, waardoor de katholieken in Helpman tijdelijk kerkten in de kapel van het toenmalige RKZ aan de Verlengde Hereweg. Toen direct na de oorlog de stad met name aan de zuidkant ging uitbreiden lag een eigen parochie voor de hand. De naam, San Salvator, werd mede gekozen als verwijzing naar Helpman, een bewoner van het oude dorp werd wel aangeduid als Helper, San Salvator werd geduid als Grote Helper. Toen de kerk gebouwd werd, moest de wijk De Wijert nog worden aangelegd. Ten westen van de kerk bevonden zich, tijdens de kerkwijding die de aartsbisschop-coadjutor van het aartsbisdom Utrecht, Bernardus Alfrink in 1952 verrichtte, nog uitsluitend weilanden.

## Kerk
De kerk is een ontwerp van Cees Pouderoyen. Zijn ontwerp, in de stijl van de Bossche school, greep terug naar de vroeg christelijke Basilica. Een strak driebeukig gebouw met verhoogd middenschip met een halfronde apsis. In de tweede fase werd het schip verlengd, waarbij aan de noordzijde een achthoekige doopkapel werd geplaatst.
De koepel van de apsis is versierd met een grote afbeelding van Christus de verlosser, geschilderd door de Utrechtse kunstschilder Lambert Simon.

Bij de uitbreiding van de kerk, in 1962, was Groningen inmiddels een eigen bisdom. De uitgebouwde kerk – die nu midden in een woonwijk lag – werd daarom gewijd door de bisschop van Groningen Petrus Nierman.

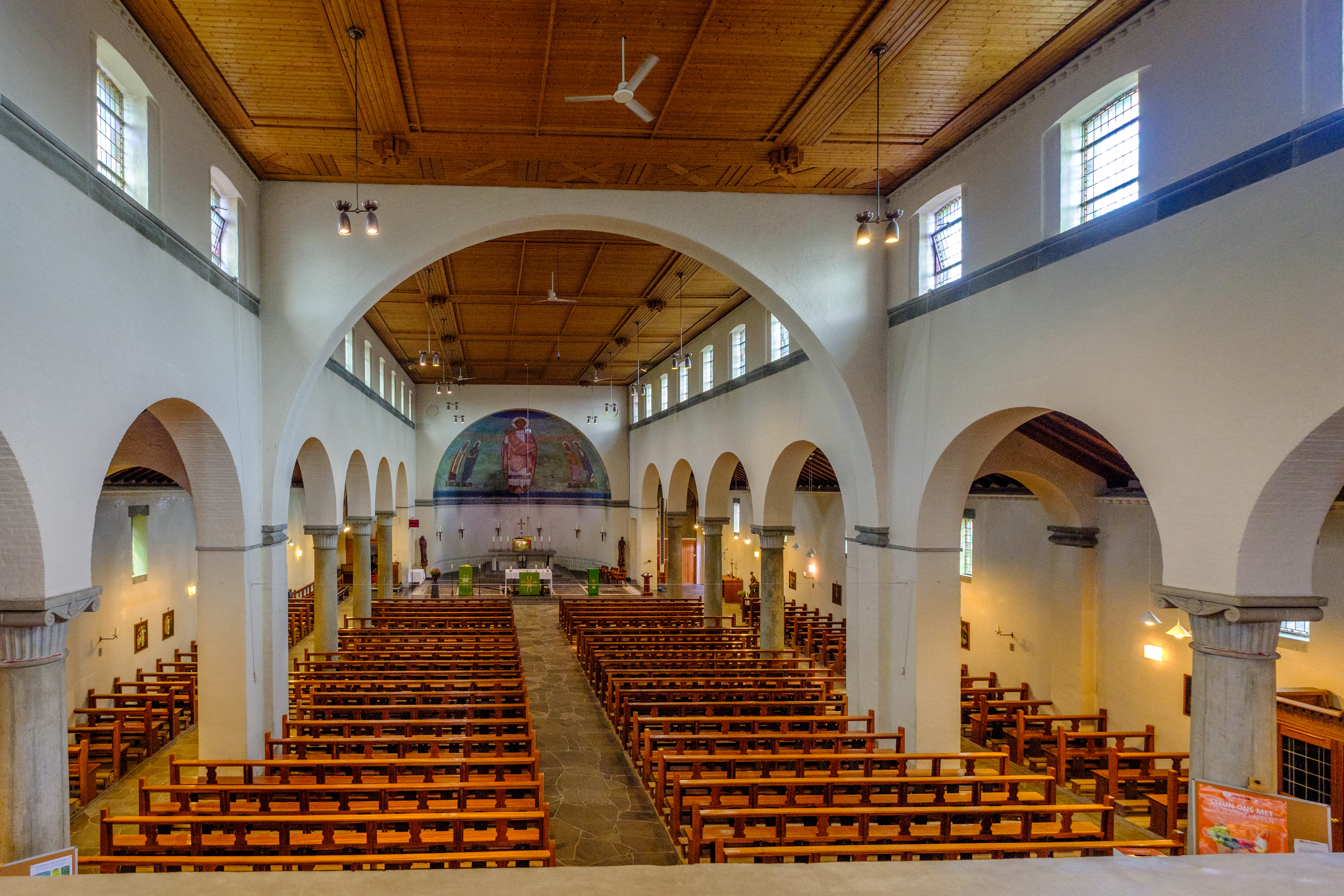
Interieur vanaf de galerij
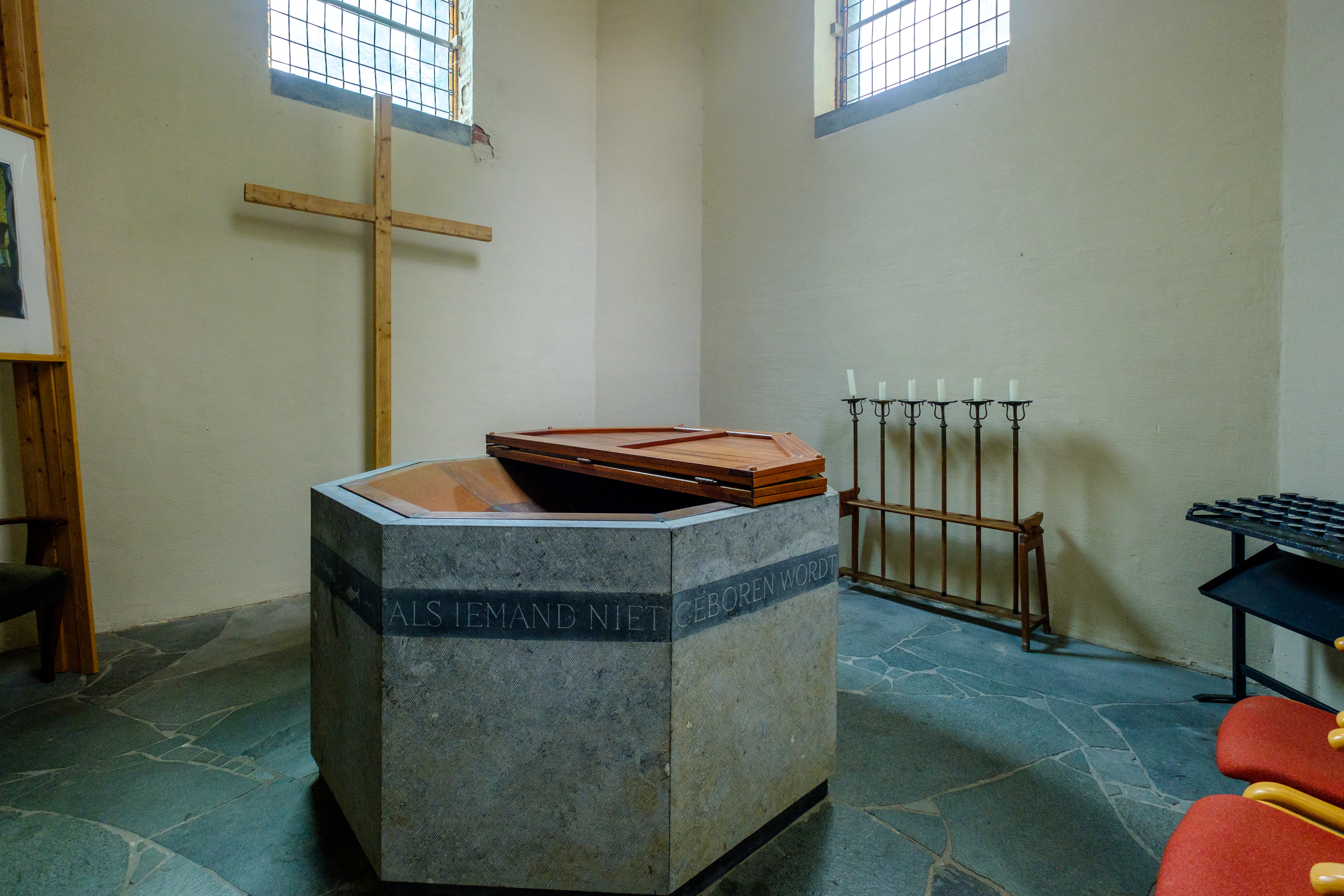
Doopkapel met doopvont
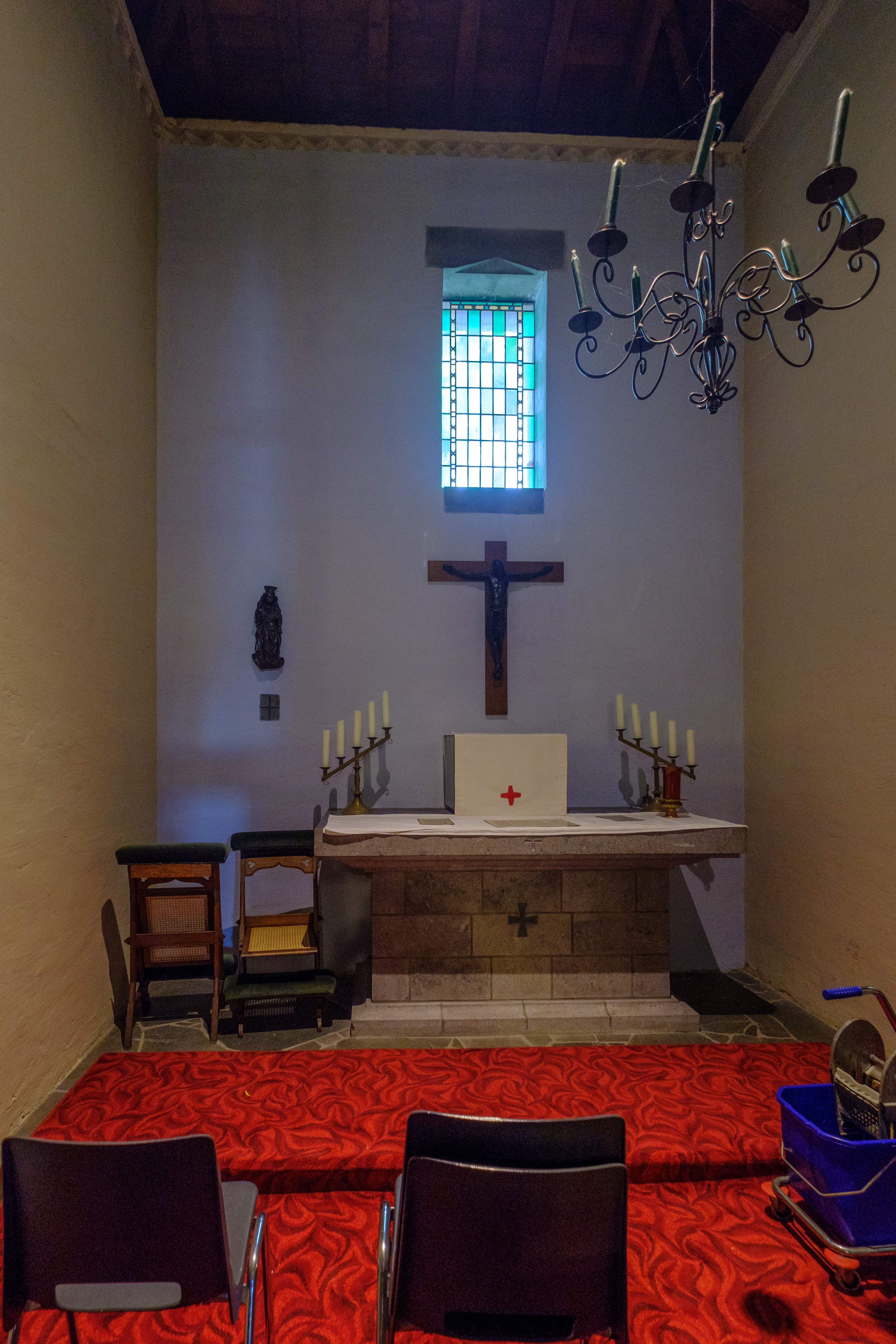
Zijkapel
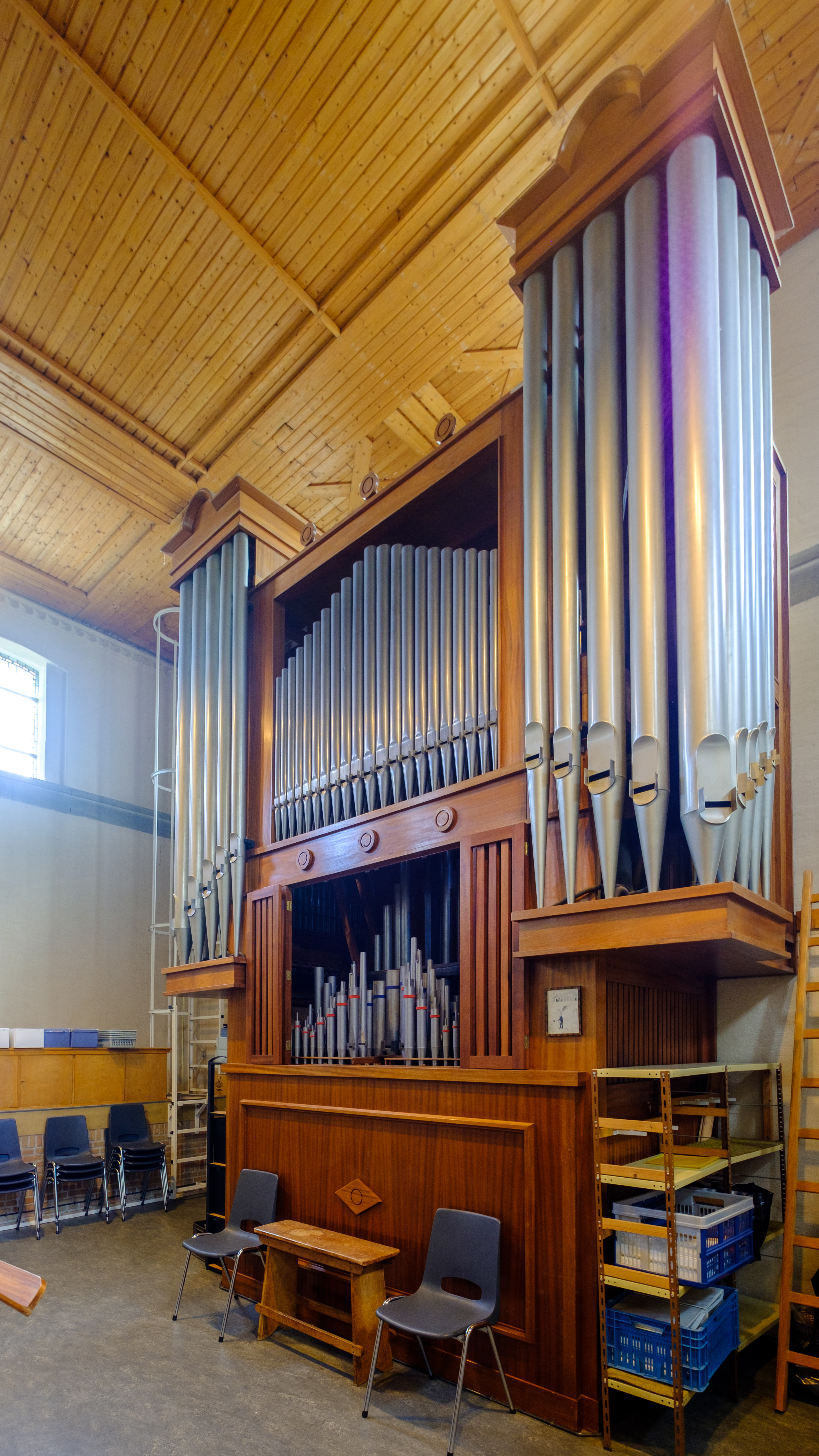
Het orgel van Jos Vermeulen (uit Alkmaar) uit 1957
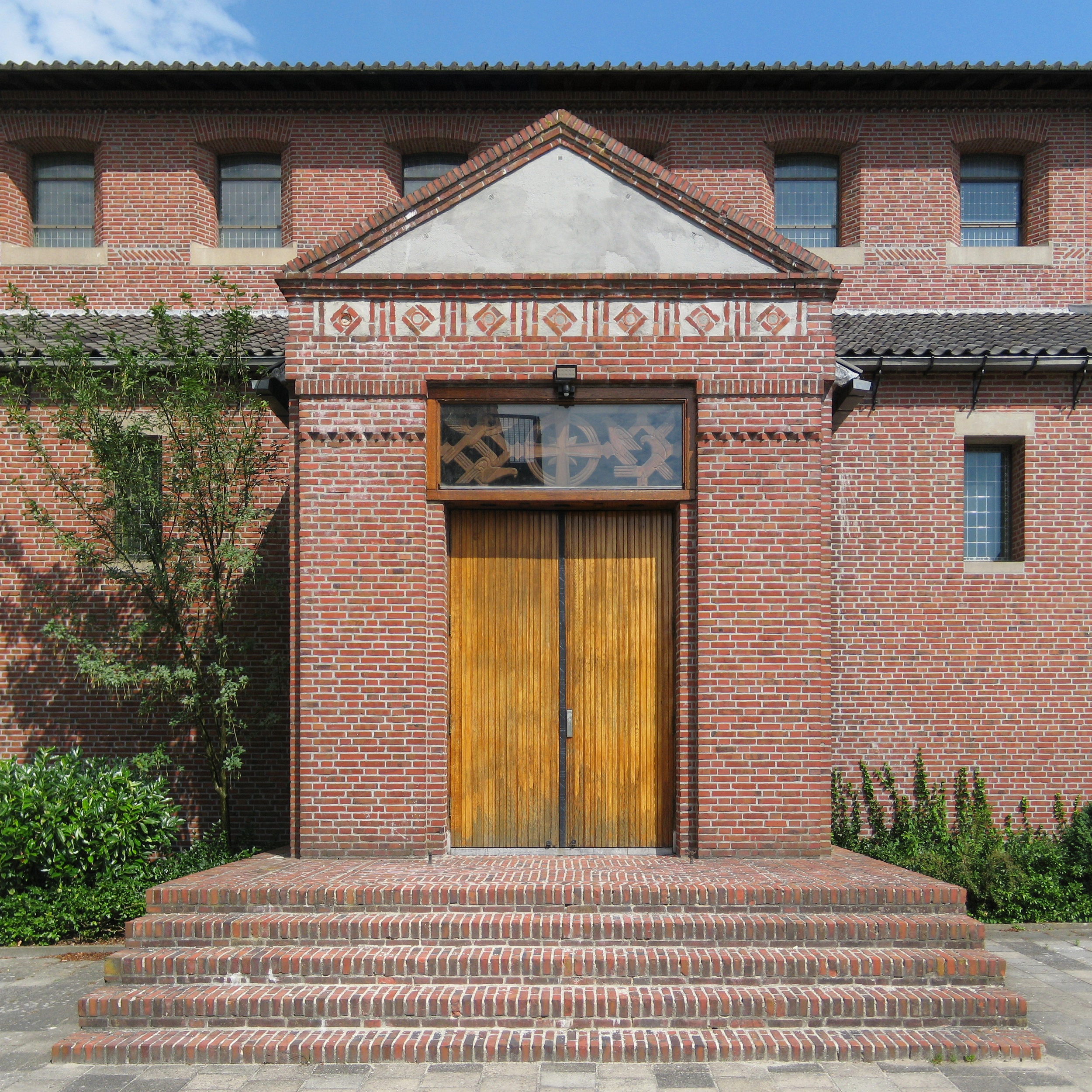
De zuidelijke ingang in 2011

## Nieuwe parochie
Op het moment dat de kerk werd ingewijd was er nog sprake van een sterke toename van het aantal katholieken in Groningen.  Een aantal jaar later werd in de aangrenzende wijk Corpus den Hoorn de Mariakerk ingewijd. De aan de Salvatorkerk  gelieerde lagere school werd in 1965 nog gesplitst waarna in Coendersborg de naar paus Johannes XXIII vernoemde  Roncallischool  werd geopend. Kort daarna keerde het tij. De Roncallischool sloot in 1972 al weer zijn deuren. In 1985 sloot de Mariakerk waarbij beide parochies fuseerden tot de Salvator-Mariaparochie. In 2017 ging deze samen met de parochie in Lewenborg en de parochies in Zuidhorn en Haren. De nieuwe parochie is vernoemd naar Hildegard van Bingen. 